# The Horsemasters
Pour plus de détails, voir Fiche technique et Distribution.
The Horsemasters est un téléfilm réalisé par William Fairchild, produit par Walt Disney Productions et diffusé en deux épisodes à la télévision en 1961 dans l'émission Walt Disney Presents. C'est une adaptation du roman The Horsemasters (1957) de Don Stanford.

## Synopsis
Deux jeunes adolescents tentent d'obtenir un diplôme dans une prestigieuse école d'équitation britannique.

## Fiche technique
- Titre original : The Horsemasters
- Réalisateur : William Fairchild assisté de Eric Rattray
- Scénario : Ted Willis et William Fairchild d'après The Horsemasters (1957) de Don Stanford
- Directeur artistique : Michael Stringer, Norman Dorme
- Image : Frederick Francis
- Montage : Peter Boita
- Décors : Martin Atkinson
- Costumes : Margaret Furse
- Maquillage : Freddie Williamson
- Coiffure : Joyce James
- Musique : Alun Hoddinott
  - Chansons : Richard M. Sherman et Robert B. Sherman (The Strummin' Song)
- Technicien du son : Buster Ambler (mixeur)
- Producteur : Hugh Attwooll (associé)
- Société de production : Walt Disney Productions

Sauf mention contraire, les informations proviennent des sources suivantes : John West et IMDb

## Distribution
- Annette Funicello : Dinah Wilcox
- Tommy Kirk : Danny Grant
- Janet Munro : Janet Hale
- Tony Britton : Major George Brooke
- John Fraser : David Lawford
- Donald Pleasence : Captain Pinski
- Larry Lockart : Vincenzo Lalli
- Colin Gordon : Mr. Ffolliott
- Anthony Nicholls : Hardy Cole
- Jean Marsh : Andrienne
- Lisa Madron : Ingrid
- Penelope Horner : Penny
- Millicent Martin : Joan

Source : Dave Smith, John West et IMDb

## Origine et production

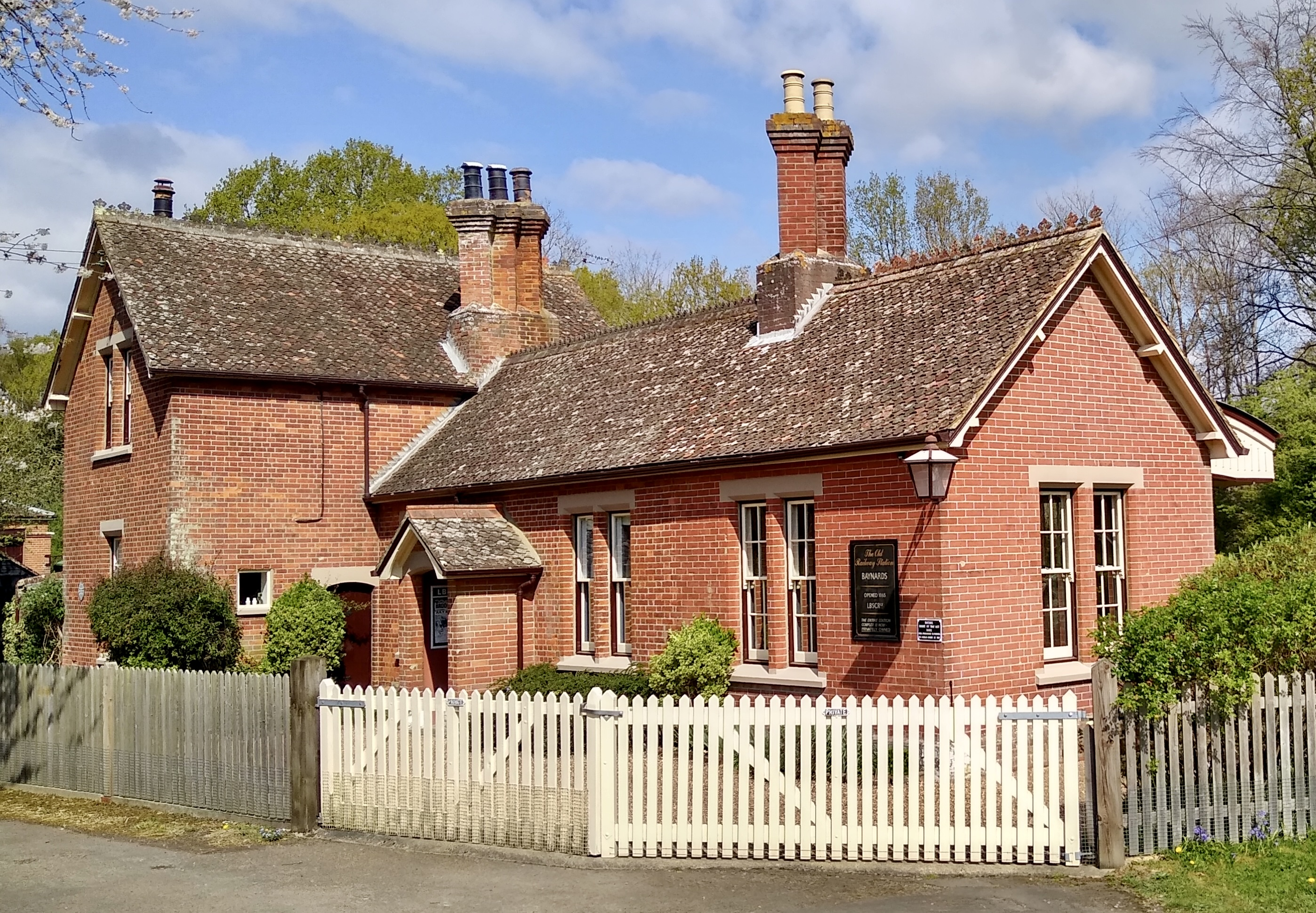
Gare de Baynards en 2025

Le film est une adaptation de la nouvelle éponyme The Horsemasters écrite en 1957 par Don Stafford et inspirée de faits réels ayant eu lieu à la Porlock Vale Riding School. L'histoire est fictive mais elle s'inspire de faits réels car Don Stanford a étudié dans une école équestre ayant pour instructeur un cavalier polonais, le Capitaine Stefan Skupinski et Stanford a ajouté de nombreuses expériences personnelles à son roman. Le film a été tourné en Angleterre et dans la campagne anglaise. William Fairchild explique que la scène de la gare a été tournée à la gare de Baynards alors encore en activité mais utilisée pour plusieurs films dont Les Chemins de la haute ville (1959) et Ailleurs l'herbe est plus verte (1960). La chasse au renard à la fin du film est dirigée par Raymond Stovold, maître de chasse à Chiddingfold mais n'a utilisé aucun renard à part un itinéraire pour le cameraman.
Le producteur associé Hugh Attwooll raconte que pour le repérage il avait rencontré des dresseurs à Thursley dans le Surrey capable de faire trotter un cheval à reculons mais ce n'était pas le cas. En désespoir de cause, Attwooll contacte Jimmy Chipperfield membre de la famille du Chipperfield's Circus qui dresse les chevaux et devient le dresseur attitré des productions Disney britanniques des années 1960. L'actrice Janet Munro sous contrat avec le studio Disney avait initialement refusé le rôle car l'équitation ne la passionnait pas, et ce film est devenu sa dernière production pour le studio. Les chevaux étaient devenus une phobie à la suite d'un incident avec un zèbre dans le film Les Robinsons des mers du Sud (1960) mais après quelques leçons avec un cheval elle avait constaté que les chevaux sont plus dociles que les zèbres et accepta le rôle. Malheureusement en raison de la difficulté des scènes avec les chevaux la plupart ont été réalisées par des doublures et même l'excellent cavalier John Fraser s'est blessé à l’œil lors d'une chevauchée en forêt et a du être emmené à l'hôpital.

### Arrivée des frères Sherman chez Disney
Durant la production du téléfilm, Walt Disney était désenchanté par le système d'auteurs-compositeurs missionnés pour écrire les chansons des films d'animation mis en place dans les années 1940 et souhaitait retrouver le système précédent avec des compositeurs à plein pour le studio. Walt Disney a donc demandé conseil à Jimmy Johnson et Tutti Camarata de Walt Disney Records qui proposèrent les frères Sherman, alors compositeurs des chansons d'Annette Funicello. D'abord réticent, Walt Disney demande peu après si le duo pouvait être intéressé par une musique pour un téléfilm avec Annette devant être tourné en Angleterre.
John West et Jimmy Johnson expliquent que quand les frères Sherman sont venus pour présenter la musique du téléfilm The Horsemasters ils ont par accident dû aussi composer celles de La Fiancée de papa (1962),. Comme le duo de compositeurs avait déjà composé pour la vedette de télévision Annette Funicello, Walt Disney souhaitait une chanson titre pour le téléfilm d'équitation tourné au Royaume-Uni et le directeur du département musical Jimmy Johnson proposa à Walt les frères Sherman. Lors de l'entretien, Walt Disney entame par une description du scénario de La Fiancée de papa mais, selon John West, les frères lui répondent que le sujet de la réunion était de présenter la chanson pour le téléfilm avec Annette Funicello, Jimmy Johnson s'attribue l'intervention. Confus Walt Disney écouta la chanson composée pour le The Horsemasters, qui fut prise, et à la fois pour s'excuser de sa méprise et du temps perdu à l'écouter raconter le scénario du film avec Hayley Mills, il leur a proposé de composer aussi les musiques de ce dernier,. Les frères Sherman ont écrit quatre chansons. À la fin de la présentation des deux premières chansons pour La Fiancée de papa, Walt Disney proposa aux frères Sherman de composer les chansons de Mary Poppins (1964). The Strummin' Song est la première chanson écrite par les frères Sherman pour un film Disney.

## Sortie et accueil
Le film a été diffusé dans l'émission Walt Disney Presents (sur NBC) en deux parties le 1er octobre et le 8 octobre 1961,, sous les titres de The Follow Your Heart pour le premier épisode et Tally Ho pour le second,.

## Analyse
Pour John West, Annette Funicello et Tommy Kirk sont de bois mais le film est assez joyeux et le reste de la distribution est splendide avec de la romance et de l'humour autour d'un scénario allant bon chemin. Les meilleurs moments du film sont les balades à cheval dans la campagne anglaise accompagnée de musique excellente.